# Cassina Rizzardi
Cassina Rizzardi är en ort och kommun i provinsen Como i regionen Lombardiet i Italien. Kommunen hade 3 351 invånare (2018).